# Hubert Skupnik

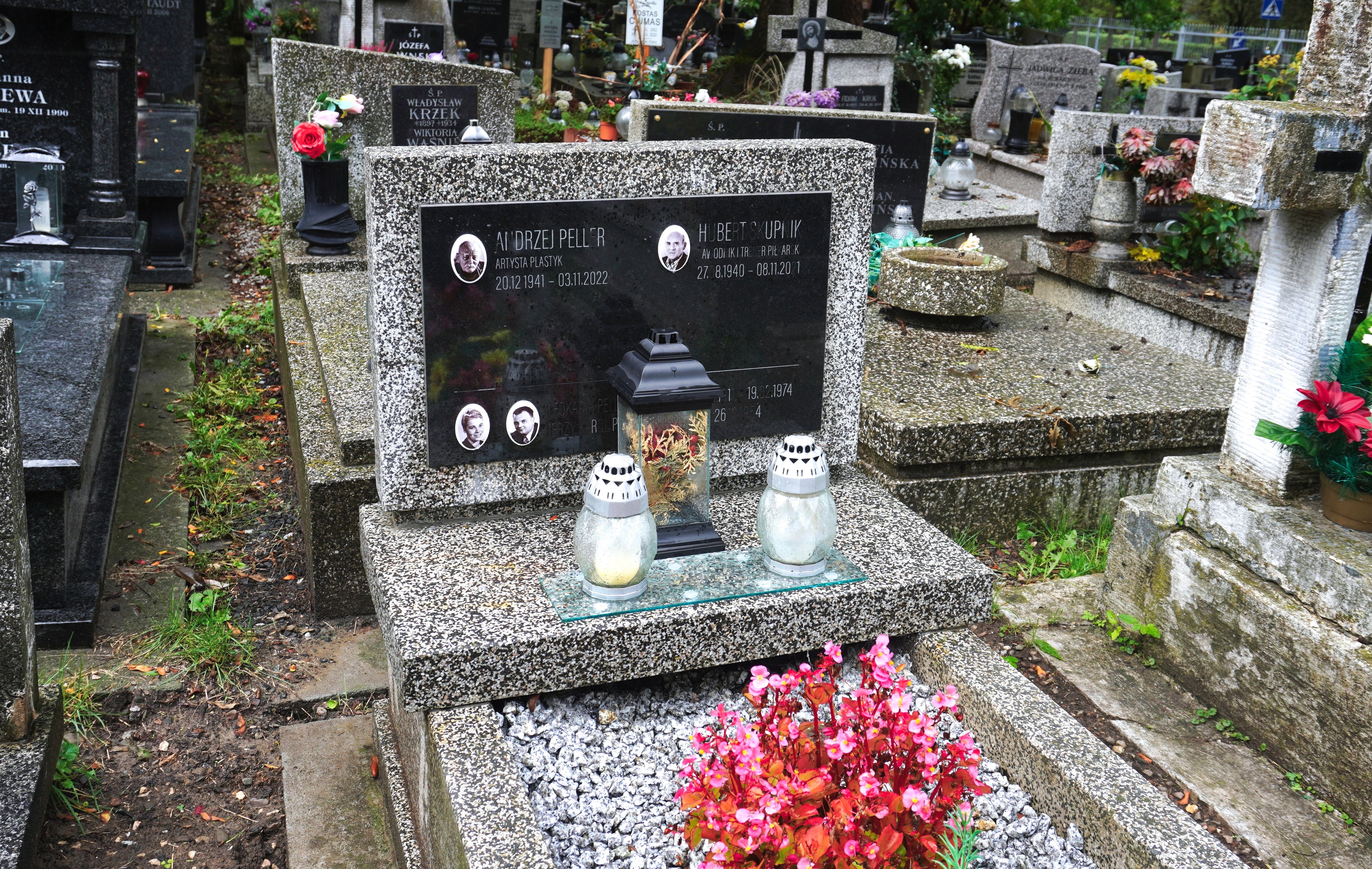
Grób Huberta Skupnika na Cmentarzu Rakowickim w Krakowie

Hubert Skupnik (ur. 27 sierpnia 1940 w Mikołowie, zm. 8 listopada 2021) – polski piłkarz i trener.

## Kariera
Był wychowankiem AKS-u Mikołów. W 1960 r. został zawodnikiem Orła Łódź, w rok później Lotnika Warszawa. W latach 1963–1973 był zawodnikiem Wisły Kraków. W barwach klubu wystąpił w 231 meczach ligowych, 22 meczach Pucharu Polski, 18 meczach Pucharu Intertoto oraz 3 meczach Pucharu Zdobywców Pucharów. W 1966 r. Wisła została wicemistrzem Polski. W sezonie 1966/1967 zdobył z klubem Puchar Polski. W meczu finałowym z Rakowem Częstochowa strzelił drugiego gola ustalając wynik na 2ː0. W sezonie 1969/1970 zdobył 4 gole, zostając razem z Wiesławem Lendzionem najskuteczniejszym strzelcem klubu. W 1973 r. na kilka lat wyjechał do Francji, gdzie z powodzeniem walczył w Ligue 2, reprezentując S.C. Amiens, w którego barwach w dwa sezony zdobył dziewięć goli. Po powrocie do Polski pracował w Wiśle Kraków jako trener juniorów i trampkarzy.

## Sukcesy

### Klubowe

#### Wisła Kraków
- Mistrzostwo II ligiː 1964/1965
- Wicemistrzostwo Polskiː 1965/1966
- Puchar Polskiː 1966/1967